# Премія НАН України імені М. М. Доброхотова
Пре́мія і́мені Мико́ли Микола́йовича Доброхо́това — премія, встановлена НАН України за видатні наукові роботи в галузі металургії та матеріалознавства.
Премію засновано 1997 року та названо на честь ученого у галузі металургії сталі і теплотехніки, академіка АН УРСР Миколи Миколайовича Доброхотова.
Починаючи з 2007 року Премію імені М. М. Доброхотова присуджує Відділення фізико-технічних проблем матеріалознавства НАН України щотри роки.

## Лауреати премії
| Рік  | Тема | Лауреати                       | Коротко про лауреата |
| ---- | --- | ------------------------------ | --- |
| 1999 | Цикл робіт «Розробка фізико-хімічних моделей будови металевих і шлакових розплавів для дослідження їх властивостей і процесів взаємодії»                                               | Приходько Едуард Васильович    | доктор технічних наук, професор, завідувач відділом фізико-хімічних проблем металургійних процесів Інституту чорної металургії ім. З. І. Некрасова НАН України                                                         |
| 2001 | Цикл праць «Теоретичні та експериментальні дослідження впливу зовнішніх дій на процеси кристалізації сплавів та формування структури і властивостей металургійних заготовок»           | Ельдарханов Аднан Саїдович     | доктор технічних наук, професор Грозненського технічного університету, академік Російської екологічної академії, заступник генерального директора наукового центру «Найновіші матеріали і технології» (м. Москва)      |
| 2001 | Цикл праць «Теоретичні та експериментальні дослідження впливу зовнішніх дій на процеси кристалізації сплавів та формування структури і властивостей металургійних заготовок»           | Єфімов Віктор Олексійович      | доктор технічних наук, професор, академік НАН України, старший науковий співробітник Фізико-технологічного інституту металів і сплавів НАН України                                                                     |
| 2003 | Монографія «Теория и технология безкоксовой металлургии» | Бондаренко Борис Іванович      | доктор технічних наук, професор, член-кореспондент НАН України, директор Інституту газу НАН України |
| 2005 | Монографія «Металлургия дуговой сварки. Взаимодействие металла с газами» | Пальцевич Андрій Петрович      | кандидат технічних наук, старший науковий співробітник відділу дослідження фізико-хімічних процесів в зварювальній дузі № 010 Інституту електрозварювання ім. Є. О. Патона Національної академії наук України          |
| 2005 | Монографія «Металлургия дуговой сварки. Взаимодействие металла с газами» | Походня Ігор Костянтинович     | доктор технічних наук, професор, академік НАН України, завідувач відділу фізико-металургійних проблем електрошлакових технологій № 009 Інституту електрозварювання ім. Є. О. Патона Національної академії наук України |
| 2005 | Монографія «Металлургия дуговой сварки. Взаимодействие металла с газами» | Явдощин Ігор Романович         | кандидат технічних наук, старший науковий співробітник відділу дослідження фізико-хімічних процесів в зварювальній дузі № 010 Інституту електрозварювання ім. Є. О. Патона                                             |
| 2009 | енциклопедичне видання «Неорганическое материаловедение» | Скороход Валерій Володимирович | академік НАН України, директор Інституту проблем матеріалознавства ім. І. М. Францевича НАН України |
| 2009 | енциклопедичне видання «Неорганическое материаловедение» | Гнесін Георгій Гдалевич        | член-кореспондент НАН України, головний науковий співробітник Інституту проблем матеріалознавства ім. І. М. Францевича НАН України                                                                                     |
| 2012 | Монографія «Электротермия кремния» | Гасик Михайло Іванович         | академік НАН України, завідувач кафедри Національної металургійної академії України |
| 2012 | Монографія «Электротермия кремния» | Гасик Михайло Михайлович       | доктор технічних наук, професор Гельсінського технологічного університету |
| 2015 | Монографія «Триботехническое материаловедение» | Косторнов Анатолій Григорович  | доктор технічних наук, професор, академік НАН України, головний науковий співробітник відділу матеріалів аєрокосмічної техніки Інституту проблем матеріалознавства імені І. М. Францевича НАН України                  |
| 2018 | Цикл праць «Створення технологій одержання високоміцного чавуну з використанням модифікування розплаву в протокових реакторах, що розташовані у ливниково-живильних системах виливків» | Бубликов Валентин Борисович    | доктор технічних наук, завідувач відділу Фізико-технологічного інституту металів та сплавів НАН України |
| 2018 | Цикл праць «Створення технологій одержання високоміцного чавуну з використанням модифікування розплаву в протокових реакторах, що розташовані у ливниково-живильних системах виливків» | Бачинський Юрій Дмитрович      | кандидат технічних наук, науковий співробітник Фізико-технологічного інституту металів та сплавів НАН України |
| 2018 | Цикл праць «Створення технологій одержання високоміцного чавуну з використанням модифікування розплаву в протокових реакторах, що розташовані у ливниково-живильних системах виливків» | Нестерук Олена Петрівна        | кандидат технічних наук, старший науковий співробітник Фізико-технологічного інституту металів та сплавів НАН України                                                                                                  |